# Lamonth Rochester
Lamonth Rochester (Mánchester, 10 de junio de 2003) es un futbolista jamaicano que juega en la demarcación de lateral izquierdo para el Chicago Fire FC II de la MLS Next Pro.

## Selección nacional
El 11 de noviembre de 2023 hizo su debut con la selección de Jamaica en un partido amistoso contra Guatemala que finalizó con un resultado de empate a cero.

## Clubes
| Club               | País           | Año       | Partidos | Goles |
| ------------------ | -------------- | --------- | -------- | ----- |
| Cavalier SC        | Jamaica        | 2021-2022 | 20       | 0     |
| Chicago Fire FC II | Estados Unidos | 2023-     | 39       | 3     |